# みんなで靖国神社に参拝する国会議員の会
みんなで靖国神社に参拝する国会議員の会（みんなでやすくにじんじゃにさんぱいするこっかいぎいんのかい）は日本の超党派の議員連盟。1981年に結成された。春と秋の例大祭や終戦記念日の8月15日に靖国神社へ参拝することを目的とする。
自由民主党や立憲民主党、日本維新の会、国民民主党、参政党など超党派の国会議員で構成している。公明党、共産党、れいわ新選組、社民党から所属する議員はいない。

## 概要
1981年（昭和56年）、「靖国神社に祀られている英霊の御霊達を、国会議員みんなで参拝しよう」という趣旨により結成された。初代会長は竹下登、初代幹事長は橋本龍太郎、初代事務局長は村上正邦。日本遺族会を中心として、国会議員の靖国神社参拝を念願する団体も支援している。
1993年（平成5年）の第40回衆議院議員総選挙で与野党が逆転し非自民・非共産連立政権が発足、それに伴い参拝する会も一部分裂し「みんなで靖国神社に参拝する新生党国会議員の会」が結成された。翌1994年（平成6年）に非自民・非共産の野党が合同し新進党を結党したことに伴い、「～新生党国会議員の会」は「靖国参拝議員連盟」と改称。1997年（平成9年）に新進党が分裂し、民主党の結成や保保連合構想が模索される中、政界再々編への前触れとして両議連が合流し再び「みんなで靖国神社に参拝する国会議員の会」が発足。会長には元国土庁長官の奥野誠亮が就任した。
終戦の日の8月15日や靖国神社の春季・秋季例大祭には、例年メンバーが集団で参拝している他、議員本人が参拝できない場合は秘書が代理として参拝している。2009年（平成21年）の政権交代後、しばらく現職の国務大臣や副大臣の参拝はされなかった（大臣政務官の参拝はあった）。
メンバーである第12・13代総務大臣の原口一博は閣僚退任後の2010年（平成22年）秋季例大祭も参拝しなかったが3日後に参拝し、2011年（平成23年）終戦の日に参拝している
(参照）2012年（平成24年）に松原仁国家公安委員会委員長（会とは別に参拝）、続いて羽田雄一郎国土交通相が現職閣僚として参拝を行った。
コロナ禍により2020年の春季例大祭から参拝を中断。感染状況の改善により2021年10月の秋季例大祭からの再開を決定。しかし同月に衆院選が実施されたため、12月7日に延期。
2021年12月7日の同会の靖国参拝（総選挙で延期になった秋季例大祭参拝分）では自由民主党所属の87議員、日本維新の会所属の8議員、国民民主党所属の1議員、NHKと裁判してる党弁護士法72条違反で所属の1議員、無所属の2議員の合計99議員が参拝を行った。

## 近年の参拝状況

### 終戦の日
- 2008年（平成20年）には、太田誠一（農林水産大臣）が参拝したほか、計53人（衆議院議員40人、参議院議員13人）が集団参拝。
- 2009年（平成21年）には、39人が集団参拝。佐藤剛男（法務副大臣）、萩生田光一（文部科学大臣政務官）、岸信夫（防衛大臣政務官）が参加した。民主党の前田武志、羽田雄一郎両参院議員らも参拝した[13]。
- 2010年（平成22年）には41人が集団参拝[14]。
- 2011年（平成23年）には52人が集団参拝。
- 2012年（平成24年）には55人が集団参拝[10]。
- 2014年（平成26年）には84人が集団参拝。内訳は自民党68人、民主党2人、日本維新の会7人、次世代の党6人、無所属1人[15]。
- 2016年（平成28年）自民党、民進党、おおさか維新の会の議員169人（本人67人、代理102人）が集団参拝[16]。
- 2018年（平成30年）には自民党・日本維新の会・希望の党の議員約50人が集団参拝[17]。
- 2019年（平成31年）には自民党・日本維新の会・NHKから国民を守る党の議員約50人が集団参拝[18]。
- 2023年（令和5年）には超党派の議員連盟メンバーの67人[19]で参拝した。

### 例大祭
- 2008年（平成20年） 春季例大祭に衆参合計62人、秋季例大祭に合計48人が集団参拝[20][21]。
- 2009年（平成21年） 春季例大祭に衆参合計87人、秋季例大祭に合計54人（衆議院議員30人、参議院議員24人）が集団参拝[22][23]。
- 2010年（平成22年） 4月22日の春季例大祭に衆参合計59議員[24]、10月19日の秋季例大祭に国民新党の森田高総務大臣政務官を含む計66人（衆議院議員40人、参議院議員26人）が集団参拝[25]。
- 2011年（平成23年） 4月22日の春季例大祭に衆参合計54議員が集団参拝[26]。

- 2012年（平成24年） 春季例大祭を翌日に控えた4月20日に衆参合計81議員（衆議院議員50人、参議院議員31人）が集団参拝[27][28]。
- 2013年（平成25年） 4月23日の春季例大祭に衆参合計168議員が集団参拝（衆議院議員139人、参議院議員29人。政党別では自由民主党132人、民主党5人、日本維新の会25人、みんなの党3人、生活の党1人、無所属2人）[29]。
- 2014年（平成26年）4月22日の春季例大祭に147議員が集団参拝。内訳は自民党116人、民主党3人、日本維新の会22人、みんなの党2人、結いの党2人、無所属2人[30]。。
- 2021年（令和3年）12月7日、新型コロナ対策や10月の総選挙対応で、秋季例大祭の一斉参拝を見送りにした代替としてこの日に99議員が一斉参拝。内訳は自民党87人、日本維新の会8人、国民民主党1人、NHK党1人、無所属2人[12]。
- 2022年（令和4年）4月22日の春季例大祭に衆参合計103議員が集団参拝。岸田内閣からは7人の副大臣と政務官が参拝した[2]。
- 2025年（令和7年）4月22日の春季例大祭に衆参合計70議員が集団参拝。

## 所属議員一覧（一部）

### 自由民主党
- 阿達雅志
- 有村治子[31]
- 逢沢一郎[32]
- 青山繁晴
- 石田真敏
- 稲田朋美（第2次安倍内閣の国務大臣在任中に参拝）
- 井上信治
- 江島潔
- 江渡聡徳
- 大岡敏孝
- 大野敬太郎
- 岡田直樹
- 尾﨑正直
- 小野田紀美[33]
- 勝俣孝明
- 小林史明
- 柴山昌彦
- 新谷正義
- 新藤義孝
- 鈴木英敬
- 鈴木俊一
- 鈴木宗男[34]
- 高市早苗（国務大臣在任中に参拝）
- 田中良生
- 田村憲久
- 寺田稔[35]
- 渡海紀三朗
- 長坂康正
- 額賀福志郎
- 萩生田光一
- 橋本聖子
- 林芳正
- 平井卓也
- 平沢勝栄
- 平沼正二郎[36]
- 福岡資麿
- 古屋圭司[37]
- 松山政司
- 三原じゅん子
- 森山裕 (党幹事長在任中に参拝)
- 山口俊一
- 山崎正昭
- 山谷えり子[38]

### 立憲民主党
- 青柳陽一郎
- 小沢一郎
- 源馬謙太郎
- 原口一博（国務大臣在任中は参拝せず）
- 笠浩史
- 重徳和彦[39]

### 日本維新の会
- 東徹
- 石井苗子[40]
- 遠藤敬

### 参政党
- 梅村みずほ[41]
- 神谷宗幣[42]
- 北野裕子
- 吉川里奈

### 無所属
- 齊藤健一郎[43]
- 松原仁（国務大臣在任中に参拝）

## 在籍した元議員
- 穴見陽一
- 安倍晋三（第90・96・97・98代内閣総理大臣）
- 甘利明
- 網屋信介
- 石田勝之
- 泉信也
- 一谷勇一郎[44]
- 伊吹文明
- 今津寛
- 岩永峯一
- 上西小百合
- 宇都隆史
- 江口克彦
- 江﨑鐵磨
- 衛藤晟一
- 衛藤征士郎（第66代衆議院副議長時に参拝）
- 大島理森
- 太田誠一
- 大野松茂
- 岡下昌平
- 岡田広
- 岡本芳郎
- 奥野信亮
- 奥野誠亮（初代会長）
- 小此木八郎
- 小田原潔
- 尾辻秀久（元会長）
- 加治屋義人
- 片山虎之助
- 金子一義
- 金子洋一
- 亀井郁夫
- 亀井静香
- 亀井久興
- 河井克行
- 河野正美
- 河村建夫
- 瓦力（元会長[45]）
- 木内孝胤
- 岸信夫
- 北村茂男
- 木村太郎
- 熊谷大
- 高村正彦
- 古賀誠（前会長）
- 小坂憲次
- 小島敏文
- 小見山幸治
- 今野智博
- 桜井郁三
- 佐藤泰三
- 佐藤剛男
- 佐藤信秋
- 佐藤正久[46]
- 下地幹郎
- 七条明
- 島田三郎
- 島田佳和
- 島村宜伸（元会長）
- 杉浦正健
- 杉田水脈[47]
- 鈴木克昌
- 高鳥修一
- 滝沢求
- 武井俊輔
- 竹下亘
- 武田良太
- 武部勤（国務大臣在任中に参拝）
- 橘秀徳
- 田中英之
- 田名部匡省
- 谷垣禎一
- 田沼隆志
- 塚田一郎[48]
- 津島雄二
- 土屋正忠
- 土井真樹
- 戸井田徹[49]
- 中川郁子
- 中川義雄
- 中島正純
- 中津川博郷
- 中野清
- 中原八一
- 長尾敬
- 中丸啓
- 中山恭子
- 二階俊博
- 西川京子
- 西川公也
- 丹羽雄哉
- 根本匠
- 野呂田芳成
- 萩原仁
- 橋本岳
- 馳浩
- 羽田孜（元会長・第80代内閣総理大臣）
- 羽田雄一郎（国務大臣在任中に参拝）
- 鳩山邦夫
- 羽生田俊
- 浜田聡[50]
- 早川忠孝
- 平沼赳夫
- 福田康夫（第91代内閣総理大臣）
- 細田健一[51]
- 掘井健智[52]
- 堀内光雄
- 前田武志
- 町村信孝
- 松浪健太
- 松野頼久
- 丸川珠代
- 丸山穂高
- 岬麻紀[53]
- 水落敏栄
- 宮川典子
- 宮崎謙介
- 宮崎岳志
- 武藤貴也
- 村上正邦
- 森田高
- 森喜朗（第85・86代内閣総理大臣）
- 保岡興治
- 保岡宏武[54]
- 山内俊夫
- 山口泰明
- 山崎拓
- 山田美樹
- 山本拓
- 吉田博美
- 若林正俊
- 和田政宗
- 渡部恒三
- 渡辺喜美
- 綿貫民輔（元会長）

## 周辺国の反応
2021年12月7日の同会の靖国参拝について韓国政府は「植民地侵奪と侵略戦争を美化する象徴的な施設である靖国神社に参拝したことに対し深い憂慮と遺憾の意を表明する」「（日本が）歴史を正しく直視し、過去の歴史に対する謙虚な省察と真の反省を行動で示すとき、国際社会が日本を信頼できるという点をいま一度厳しく指摘する」とする批判声明を出した。
同日、同会の靖国参拝について中華人民共和国政府は「みずからの侵略の歴史を反省しないという日本側の間違った態度を反映しており、断固として反対する」「日本は、侵略の歴史を直視して深く反省し、実際の行動でアジアの近隣諸国と国際社会の信頼を得るべきだ」「80年前の今日、日本は真珠湾を奇襲し、太平洋戦争を発動した。大勢の政治家がきょうを選んで靖国参拝したのは決して偶然ではなく挑発だ」とする批判声明を出した。